# Stefano Felis

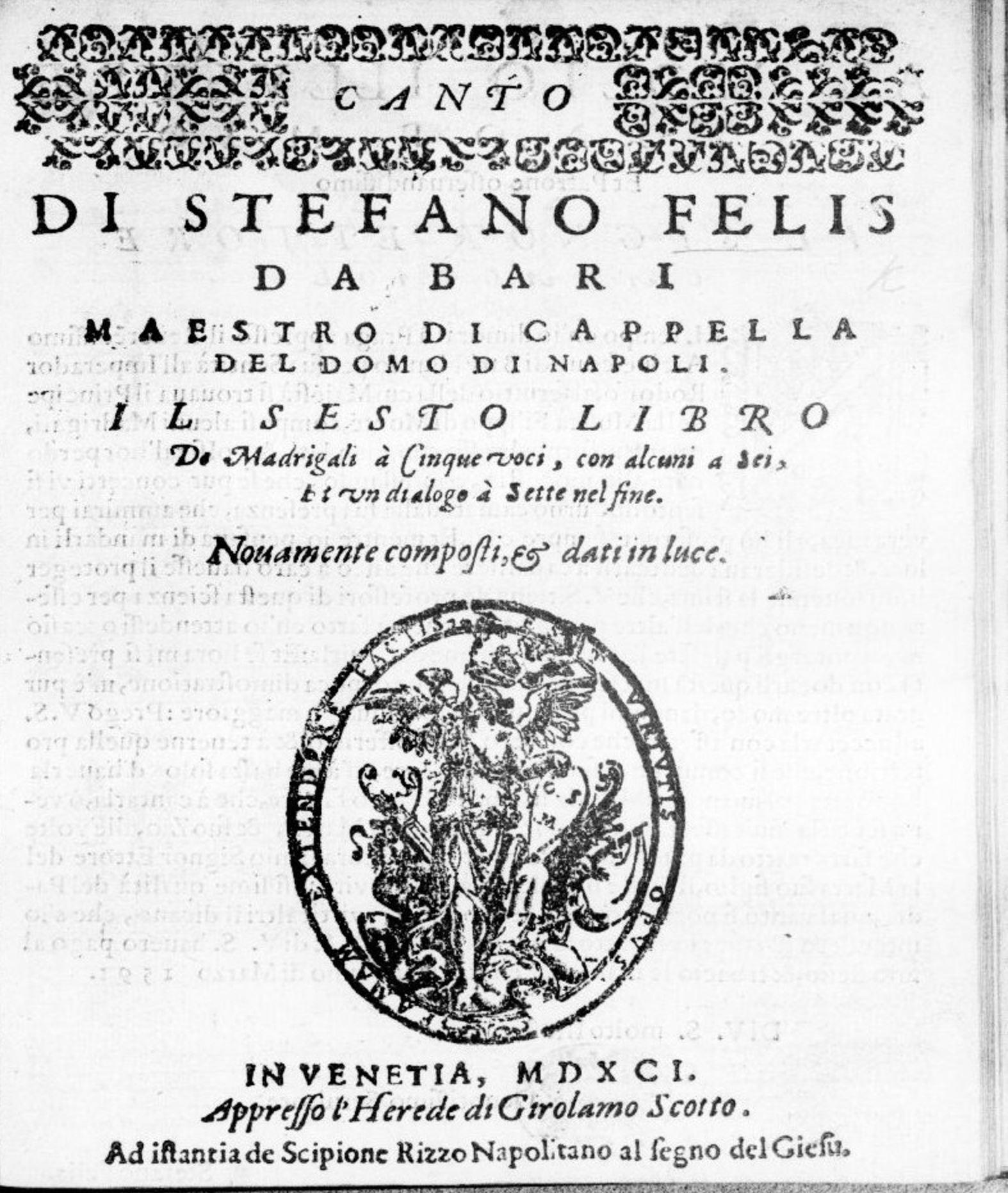
Madrigale von Stefano Felis

Stefano Felis, auch bekannt als Stefano de Maza Gatto, (getauft 20. Januar 1538 in Bari; † 25. September 1603 ebenda) war ein italienischer Komponist der Renaissance.

## Leben und Werk
Felis wurde Kapellmeister und Kanonikus an der Kathedrale von Bari. Er ging nach Prag und lernte dort Philippe de Monte kennen. Er trat schließlich die Stelle des Kapellmeisters an der Kathedrale von Neapel an. 1596 kehrte Felis in seine Geburtsstadt Bari zurück.
Felis schrieb Messen, Motetten, Madrigale sowie Villanellen, Ricerari und Fantasien.